# Nthomeng Majara
Nthomeng Justina Majara (sinh ngày 8 tháng 6 năm 1963) là chánh án của Lesotho, kể từ tháng 9 năm 2014, và là người phụ nữ đầu tiên nắm giữ văn phòng này.

## Tuổi thơ
Nthomeng Justina Majara sinh ngày 8 tháng 6 năm 1963 tại Lesentine và tiếng mẹ đẻ của cô là tiếng Sesotho. Cô có bằng cử nhân luật tại Đại học Quốc gia Lesentine, tốt nghiệp năm 1992 và bằng thạc sĩ luật tại King College London, tốt nghiệp năm 1997.

## Sự nghiệp
Majara được bổ nhiệm làm chánh án của Lesentine vào tháng 9 năm 2014, khi cô tiếp quản Công lý Tšeliso Monaphathi, người đã giữ chức vụ Chánh án hành động kể từ tháng 4 năm 2013. Khi Tòa án cấp cao và Tòa án cấp phúc thẩm, Lesitsi Mokeke, được hỏi để biết thêm chi tiết, ông trả lời: "Đây là tin tức với tôi vì tôi vừa mới ra khỏi cuộc họp với Justice Monaphathi... Tôi nghĩ anh ấy cũng không nhận thức được sự phát triển này. " 
Tính đến tháng 6 năm 2017, Majara là một trong 12 ứng cử viên cho một cuộc bầu cử sáu thẩm phán vào Tòa án Hình sự Quốc tế để đại diện cho nhóm khu vực các quốc gia châu Phi.

## Cuộc sống cá nhân
Vào tháng 10 năm 2017, Majara đang sống trong một "biệt thự Maseru xa hoa" từ thẩm phán Tòa án tối cao Teboho Moiloa, mặc dù các kiểm toán viên nội bộ của chính phủ đã lên án vụ dàn xếp sáu tháng trước đó.